# Susan Kelechi Watson

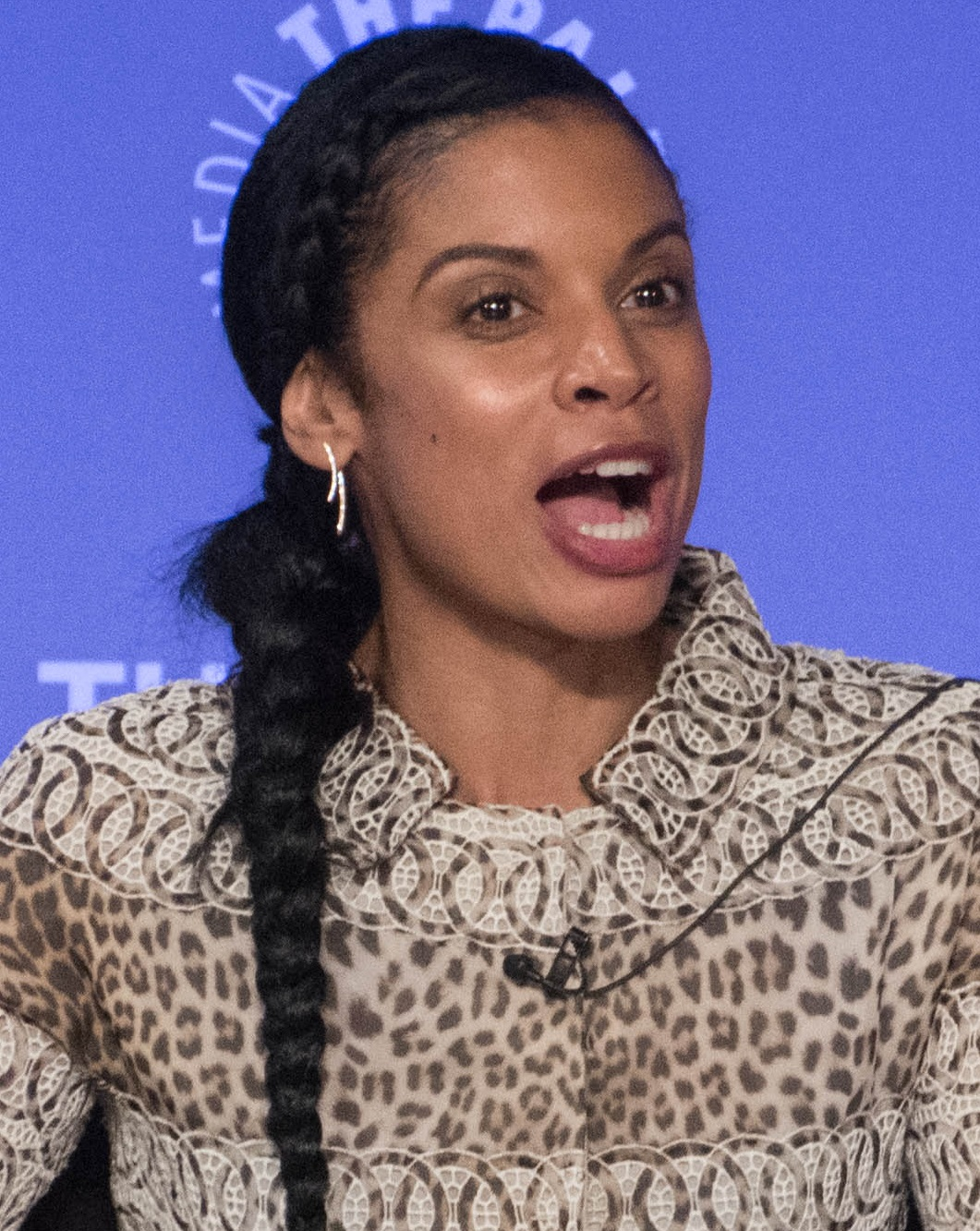
Susan Kelechi Watson (2017)

Susan Kelechi Watson (geb. 11. November 1981 in Brooklyn, New York City) ist eine amerikanische Schauspielerin.

## Leben
Beide Eltern von Watson stammen aus Jamaika. Sie lernte als Kind intensiv tanzen und erlangte an der Howard University in Washington, D.C. einen Bachelor of Fine Arts und später an der Tisch School of the Arts in New York einen Master of Fine Arts. Durch Phylicia Rashād, die auch Absolventin der Howard University ist, und Denzel Washington wurde ihr ein Aufenthalt an der Universität von Oxford mitfinanziert. Sie hatte ein Stipendium erlangt, um Shakespeare-Stücke zu lernen.
Sie ist seit 2004 als Schauspielerin aktiv und trat in den Serien Navy CIS und The Blacklist sowie den Filmen Blackout und Alibi auf.

## Filmografie (Auswahl)
- 2004: Hack – Die Straßen von Philadelphia (Hack, Fernsehserie, Folge 2x15)
- 2004: The Disappearance of Andy Waxman (Kurzfilm)
- 2004: The Jury (Fernsehserie, Folge 1x09)
- 2004–2005: Third Watch – Einsatz am Limit (Third Watch, Fernsehserie, 12 Folgen)
- 2007: Blackout
- 2007: Kidnapped – 13 Tage Hoffnung (Kidnapped, Fernsehserie, 3 Folgen)
- 2007: Alibi (Fernsehfilm)
- 2007: Private Practice (Fernsehserie Folge 1x02)
- 2007–2008: Navy CIS (NCIS, Fernsehserie, 3 Folgen)
- 2009: In Retrospect… (Kurzfilm)
- 2011: Small, Beautifully Moving Parts
- 2012–2014: Louie (Fernsehserie, 12 Folgen)
- 2013: Golden Boy (Fernsehserie, Folge 1x05)
- 2013–2014, 2016: The Blacklist (Fernsehserie, 4 Folgen)
- 2014: Royal Pains (Fernsehserie, Folge 6x08)
- 2014: And, We’re Out of Time (Fernsehfilm)
- 2015: Blue Bloods – Crime Scene New York (Blue Bloods, Fernsehserie, Folge 5x11)
- 2016–2022: This Is Us – Das ist Leben (This Is Us, Fernsehserie, 106 Folgen)
- 2019: Der wunderbare Mr. Rogers (A Beautiful Day in the Neighborhood)
- 2021: Merry Wives
- 2021: Rumble – Winnie rockt die Monster-Liga (Rumble, Stimme)
- 2025: The Residence  (Fernsehserie, 8 Folgen)